# Бандитский Йоханнесбург
«Бандитский Йоханнесбург» (англ. Jerusalema) — гангстерский боевик режиссёра Ральфа Зимана, вышедший на экраны в 2008 году. Фильм основан на реальных событиях.

## Сюжет
Фильм рассказывает о карьере Лаки Кунене, родившегося в бедной семье и не имевшего средств для продолжения образования в университете. Начав с кражи автомобилей и незаконного извоза, он постепенно стал самым влиятельным криминальным авторитетом района Хиллброу в Йоханнесбурге.

## В ролях
- Рапулана Сейфемо — Лаки Кунене
- Ронни Ньякале — Зейкс Мболело
- Джеффри Зекеле — Назарет
- Шелли Мескин — Леа Фридланд
- Кеннет Нкоси — Ситхоле
- Луиза Сент-Клер — Анна-Мария ван Ренсбург
- Малуси Скенджана — Тони Нгу
- Роберт Хоббс — детектив Сварт
- Джафта Мамаболо — юный Лаки
- Мотлатси Махлоко — юный Зейкс

## Награды
- Премьера фильма состоялась 11 февраля 2008 года в рамках Берлинского кинофестиваля. Картина также была представлена на фестивалях в Монреале и Палм-Спрингс и была выставлена от ЮАР на соискание премии Оскар за лучший фильм на иностранном языке, однако не прошла отбор.
- В 2008 году фильм получил приз зрительских симпатий и приз лучшему актеру (Рапулана Сейфемо) на кинофестивале в Дурбане (Durban International Film Festival).
- В 2009 году фильм был удостоен трёх премий Фестиваля кино и телевидения стран Африки в Уагадугу: за лучшую мужскую роль (Рапулана Сейфемо), лучшую операторскую работу (Ник Хофмейер) и лучший монтаж (Дэвид Хелфанд).
- В 2009 году картина получила главный приз The Golden Dhow кинофестиваля в Занзибаре.